# Victorian Railways classe H
 (décembre 2023).
La mise en forme du texte ne suit pas les recommandations de Wikipédia : il faut le « wikifier ».
Les points d'amélioration suivants sont les cas les plus fréquents. Le détail des points à revoir est peut-être précisé sur la page de discussion.
- Les titres sont pré-formatés par le logiciel. Ils ne sont ni en capitales, ni en gras.
- Le texte ne doit pas être écrit en capitales (les noms de famille non plus), ni en gras, ni en italique, ni en « petit »…
- Le gras n'est utilisé que pour surligner le titre de l'article dans l'introduction, une seule fois.
- L'italique est rarement utilisé : mots en langue étrangère, titres d'œuvres, noms de bateaux, etc.
- Les citations ne sont pas en italique mais en corps de texte normal. Elles sont entourées par des guillemets français : « et ».
- Les listes à puces sont à éviter, des paragraphes rédigés étant largement préférés. Les tableaux sont à réserver à la présentation de données structurées (résultats, etc.).
- Les appels de note de bas de page (petits chiffres en exposant, introduits par l'outil «  Source ») sont à placer entre la fin de phrase et le point final[comme ça].
- Les liens internes (vers d'autres articles de Wikipédia) sont à choisir avec parcimonie. Créez des liens vers des articles approfondissant le sujet. Les termes génériques sans rapport avec le sujet sont à éviter, ainsi que les répétitions de liens vers un même terme.
- Les liens externes sont à placer uniquement dans une section « Liens externes », à la fin de l'article. Ces liens sont à choisir avec parcimonie suivant les règles définies. Si un lien sert de source à l'article, son insertion dans le texte est à faire par les notes de bas de page.
- La présentation des références doit suivre les conventions bibliographiques. Il est recommandé d'utiliser les modèles {{Ouvrage}}, {{Chapitre}}, {{Article}}, {{Lien web}} et/ou {{Bibliographie}}. Le mode d'édition visuel peut mettre en forme automatiquement les références.
- Insérer une infobox (cadre d'informations à droite) n'est pas obligatoire pour parachever la mise en page.

Pour une aide détaillée, merci de consulter Aide:Wikification.
Si vous pensez que ces points ont été résolus, vous pouvez retirer ce bandeau et améliorer la mise en forme d'un autre article.
 (décembre 2023).
Le contenu est difficilement compréhensible vu les erreurs de traduction, qui sont peut-être dues à l'utilisation d'un logiciel de traduction automatique.
La classe H de Victorian Railways est une locomotive à vapeur australienne fabriquée pour le service passagers express et exploitée par les Victorian Railways de 1941 à 1958. Elle est produite pour remplacer l'utilisation des locomotives de classe A2 à marche en double traction sur les services Overland de la ligne ouest à forte pente vers Adélaïde. Les restrictions de la Deuxième guerre mondiale ne permettent la construction que d'une seule locomotive de ce type. Surnommée Heavy Harry (Harry Lourd), la H220 était la plus grande locomotive jamais construite en Australie et la plus grande locomotive à vapeur non articulée circulant sur les chemins de fer australiens.

## Histoire
En 1923, les locomotives A2 de classe 4-6-0, de 1907, effectuent fréquemment des marches en double traction sur les trains express inter-étatiques vers Serviceton et Albury. Mesure nécessaire car l'augmentation du trafic a obligé le chemin de fer à préparer des trains plus longs, qui dépassent le maximum de huit wagons d'un seul A2. Les Commissaires des chemins de fer de Victoria ont recommandé des locomotives plus puissantes, capables de transporter sans assistance des trains constitués d'un maximum d'onze wagons sur les pentes dominantes de ces lignes. Les Pacifics de classe S 4-6-2 remplacent les A2 des services express de la ligne Nord-Est à partir de 1928. Ces machines permettent l'introduction d'un horaire plus rapide. Cependant, la locomotive de type Pacific n'est pas bien adaptée à la ligne Western. La section entre Melbourne et Ballarat présente des pentes importantes et fortement incurvées, dont la plus connue est d'une longueur de 10 milles (16,09344 km), d'une inclinaison de 1 sur 48 (2,08 %) du Banc d'Ingliston. Dès 1923, les responsables de la conception des locomotives pour le VR envisagent des locomotives de type Mountain 4-8-2 pour cette section de la ligne, ainsi que l'utilisation d'un troisième cylindre, pour fournir une puissance accrue sans dépasser le gabarit de chargement.

### Dossier de conception

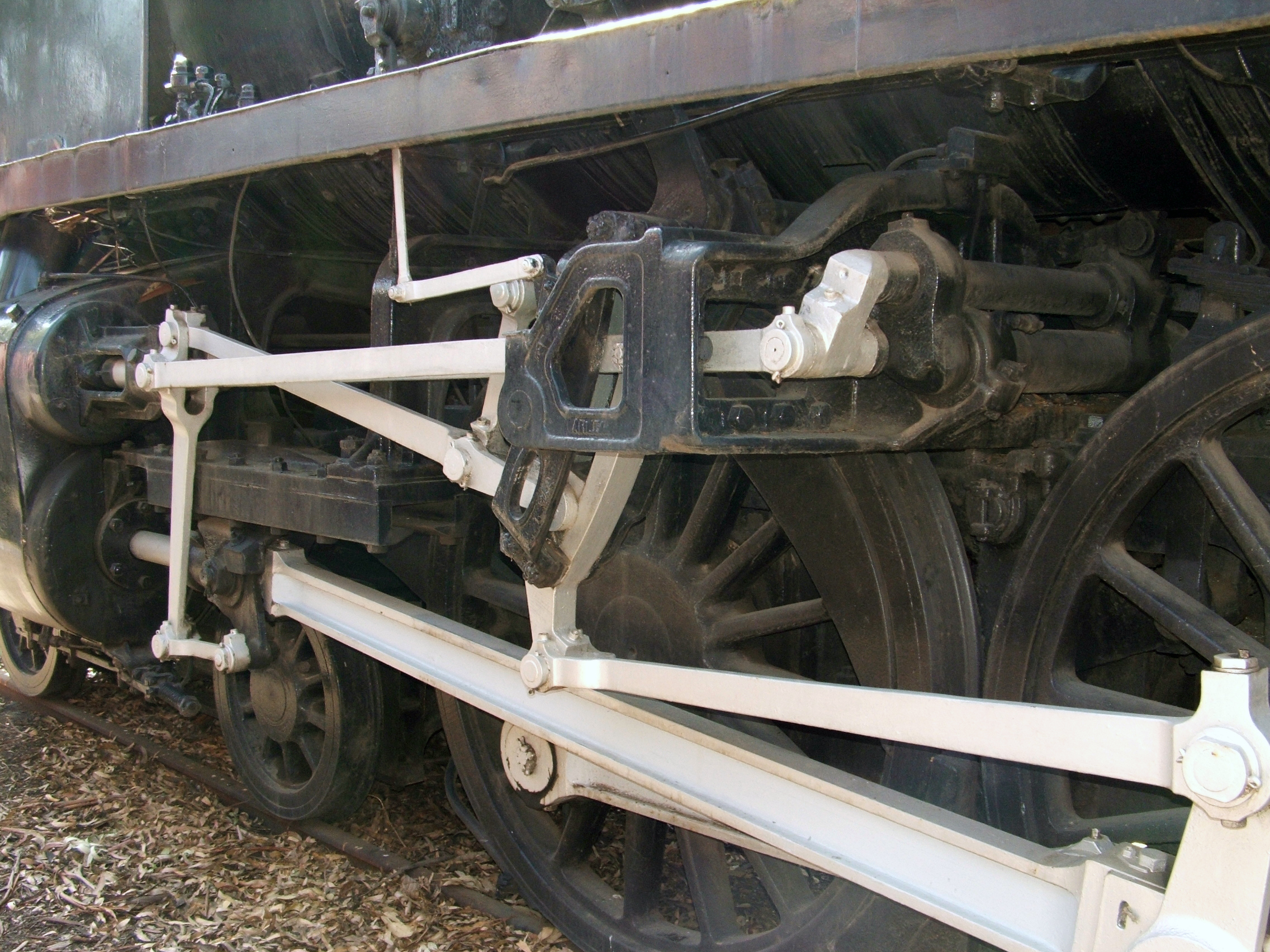
Vue détaillée du mécanisme d'engrenage de soupape Henschel & Son

En 1936, le bureau d'études du Victorian Railways finalise les exigences du projet: la conception d'une locomotive à vapeur, capable de transporter une charge de 560 tonnes à une vitesse minimale 20 milles par heure sur le Banc d'Ingliston sans aide. Afin de développer la puissance requise, une très grande grille et une très grande chaudière sont nécessaires. Seule une locomotive avec la disposition des roues 4-8-4 le permet, car un bogie à quatre roues peut supporter une grande chambre de combustion. Les quatre essieux couplés sont également capable de supporter une grande chaudière et offrent une adhésion adéquate.
Les concepteurs du VR veulent améliorer certains aspects de la conception de la classe S antérieure. Ces Pacific à trois cylindres, bien que très capables de transporter de lourdes charges à grande vitesse, sont relativement exigeantes en entretien, en particulier pour les soupapes et le mouvement du troisième cylindre intérieur. L'engrenage à soupapes conjugué Gresley, entraîné par les axes de soupape des soupapes à piston du cylindre extérieur, est sujet à la dilatation thermique et à l'usure, provoquant des difficultés de synchronisation; il faut le démonter (et le retirer) chaque fois que la soupape du cylindre central doit être entretenue.
Pour surmonter ces problèmes, la classe H est fabriquée avec un design très différent pour le troisième cylindre. Au lieu du mécanisme Gresley, la H dispose d'un appareil à engrenages de soupapes conjugués allemand de la firme Henschel & Son, qui est entraîné par les leviers combinés du dispositif d'engrenage Walschaert pour les cylindres extérieurs,. Le cylindre intérieur (qui est situé plus en avant des cylindres extérieurs) entraîne l'essieu couplé principal, avec les cylindres extérieurs entraînant le deuxième essieu couplé,.
La classe H est aussi la première locomotive VR à être équipée d'un chauffeur mécanique, possédant aussi de nombreuses autres caractéristiques modernes, telles que des roulements mécaniques, un engrenage de frein à compensation de charge à commande hydrostatique sur le tender, une marche arrière à commande électrique, une construction de cadre à barres de style américain, des siphons thermiques et des tuyaux de soufflage duplex.

### Production
La construction de trois locomotives de classe H dans les ateliers de Newport a commencé en 1939 et trois ensembles de châssis seront fabriqués. Les travaux furent interrompus en raison du déclenchement de la Seconde Guerre mondiale. Un manque de locomotives disponibles, causé par l'augmentation du trafic en temps de guerre, mène à l'autorisation de l'achèvement de la locomotive H220, qui est entrée en service le 7 février 1941,. Un streamline, similaire à celle des locomotives de la classe S, était initialement prévue, mais les réalités de la guerre ont conduit à son abandon,.
Les deux locomotives supplémentaires de classe H, en partie construites, resterons incomplètes tandis que la production d'armements en temps de guerre (et ensuite la reconstruction d'après-guerre d'infrastructures) avaient la priorité sur la construction de locomotives express pour les trains passagers. Ils n'ont jamais été achevés  et les pièces ont ensuite été mises au rebut.

### Utilisation en service active

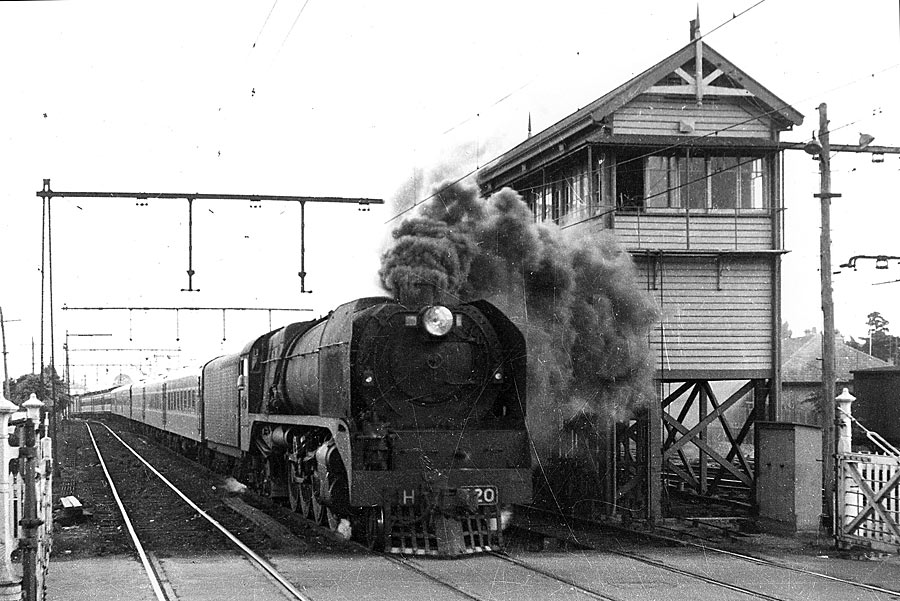
Le H220 mène l' Albury Express hors de Melbourne, devant le poste de signalisation d'Essendon, vers 1949

Bien qu'elle ait été construite pour desservir la ligne ouest jusqu'à Ararat, un bon nombre de ponts le long de la ligne devraient être renforcés avant que la classe H, avec son charge à l'essieu de 23.25 tonnes, pourrait circuler en service régulier sur la ligne. Les travaux nécessaires pour augmenter les capacités de la ligne seront repoussés, en raison des restrictions imposées sur les ressources disponibles par la guerre. Par conséquent, le H220 a été mis en service sur la ligne nord-est jusqu'à Albury, la seule ligne capable de s'adapter à son gabarit de chargement et à sa charge par essieu élevée. La locomotive transportait principalement des trains de marchandises rapides, mais il pouvait également tierer des services de passagers express, des trains de troupes et, à l'occasion où la classe S Pacific régulière n'était pas disponible, le Spirit of Progress. C'était particulièrement le cas dans la période d'après-guerre, lorsque les locomotives de la classe S seront affectées par la pénurie de charbon et d'une disponibilité réduite. Le H220 démontre ses capacités lors d'un de ces trains du Spirit à la fin des années 1940, lorsqu'il aurait dépassé la barre des 5 milles (8,04672 km) sur la pente de 1 sur 50 du Glenroy Bank à 45 milles par heure (72 km/h), soit trois fois la vitesse typique de la classe S au même point. Il passe ensuite Seymour 13 minutes avant l'heure prévue et arrive à Albury 20 minutes avant l'heure prévue, à 22h40.
Le H220 ne sera jamais utilisé dans son rôle prévu de force motrice pour The Overland, bien qu'il ait fait une brève apparition sur la ligne Occidentale en 1949; il effectuera une série d'essais sur des trains de marchandises de Melbourne à Ballarat, évalués par une voiture dynamométrique VR. Les résultats du dynamomètre montrent que la locomotive développait environ 3 300 chevaux-vapeur à la barre d'attelage (2 460 kW) à 47,5 milles par heure (76,4 km/h) avec un effort de traction à la barre d'attelage au démarrage de 52 000 lbf (230 kN). La Société historique des chemins de fer australiens, en énumérant l'introduction du H220 parmi ses « 100 aspects déterminants des chemins de fer australiens », a noté que des résultats de tests montant jusqu'à 3600 chevaux (2700 kW) à 50 milles par heure (80 km/h) ont été enregistrés, une puissance inégalée en Australie pendant l'époque de la vapeur, et qui ne sera égalée qu'à l'ère moderne par les locomotives diesel-électriques de classe NR du National Rail.
Même si la locomotive était construite avec l'idée d'un usage pour trains passagers express, H220 s'est avérée particulièrement efficace quand elle est utilisée comme locomotive pour des trains express de  marchandises. Elle effectuait généralement cinq allers-retours par semaine entre Melbourne et Wodonga, couvrant environ 1875 miles (3000km) par semaine, et transportait des charges allant jusqu'à 820 tonnes (833 t) sur les pentes de 1 sur 50 cette ligne du chemin de fer. À titre de comparaison, les charges maximales tirées entre Wodonga et Melbourne par des locomotives poids lourds de classe C 2-8-0 et de classe X 2-8-2 étaient respectivement de 555 et 650 tonnes. La H220 a également pu effectuer le trajet dans un temps beaucoup plus court, car son tender élargie ne nécessitant qu'un seul arrêt pour prendre de l'eau, par rapport aux deux arrêts pour prendre de l'eau et du charbon qu'exigeaient les autres locomotives. Même après l'introduction des locomotives diesel-électrique sur les lignes principales du système VR à partir de 1952, la littérature promotionnelle des Victoria Railways mettait en évidence le H220. Une publicité dans la revue Walkabout en novembre 1953, intitulée « Les trains dont nous sommes fiers », faisait la promotion du H220 comme « La locomotive la plus puissante d'Australie » et soulignait son service nocturne, transportant le fret rapide Albury Interstate à 21h25.
De toute évidence, le H220 était une réussite, même s'il a passé sa vie en assurant le service en opérant sur une ligne pour laquelle il n'était pas spécifiquement conçu. Bien que les locomotives uniques sont souvent condamnées à une courte durée de vie ou sont sous-utilisées en raison de la non-standardisation des pièces et des exigences de l'entretien, le H220 est resté en service jusqu'à ce qu'il soit finalement remplacée par les locomotives diesel-électriques à la fin des années 1950. Au cours d'une durée de vie de 15 ans et 3 mois, il a parcouru un total de 821 860 milles (plus de 1 300 000 km), faisant en moyenne plus de  4800 milles (7700 km) par mois.

### La fin
Même après la guerre, les améliorations nécessaires à l'exploitation de la classe H sur la ligne vers Ararat n'ont pas été effectuées, car le VR serait coincés par un retard dans les travaux de maintenance qui s'accumulent au cours des années 1940. Quand le chemin de fer s'est finalement lancé dans d'importants investissements capitaux au début des années 1950, la traction diesel et électrique était à l'étude. Bien que les locomotives diesel du début des années 1950 avaient généralement une puissance bien inférieure à celle de la classe H, elles pouvaient fonctionner en unités multiples, avec un équipage contrôlant deux locomotives ou plus. En août 1952, deux nouvelles locomotives diesel-électriques de  classe B ont fait leurs preuves lors d'essais en tirant un train de 1100 tonnes en remontant l'Ingliston Bank, le parcourant en 44 minutes (en comparaison avec deux locomotives de classe A2 tirant un train de 690 tonnes sur le même trajet en 67 minutes), montrant l'efficacité offert par les diesels,. Les locomotives de la classe B ont donc montré leur capacité, pouvant fournir les mêmes (sinon meilleures) performances que la classe H, mais sans la lourde charge par essieu, ni la nécessité d'une infrastructure améliorée. Ils deviendrons donc la nouvelle force motrice non seulement pour The Overland, mais aussi pour les services de marchandises des lignes principales. L'ère des locomotives à vapeur des grandes lignes tire à sa fin.
H220 est resté en service jusqu'à son retrait pour révision le 20 mai 1956. À cette époque, les locomotives pour poids lourds des classes C et X étaient progressivement retirées du service et mises au rebut, après avoir été rendues superflues par les locomotives diesel-électriques de classe B et les élecriques de classe L. Le H220 sera rangé plutôt que révisé et ne sera jamais remis en service. H220 a été radiéedu registre des locomotives VR le 30 avril 1958 

## Préservation

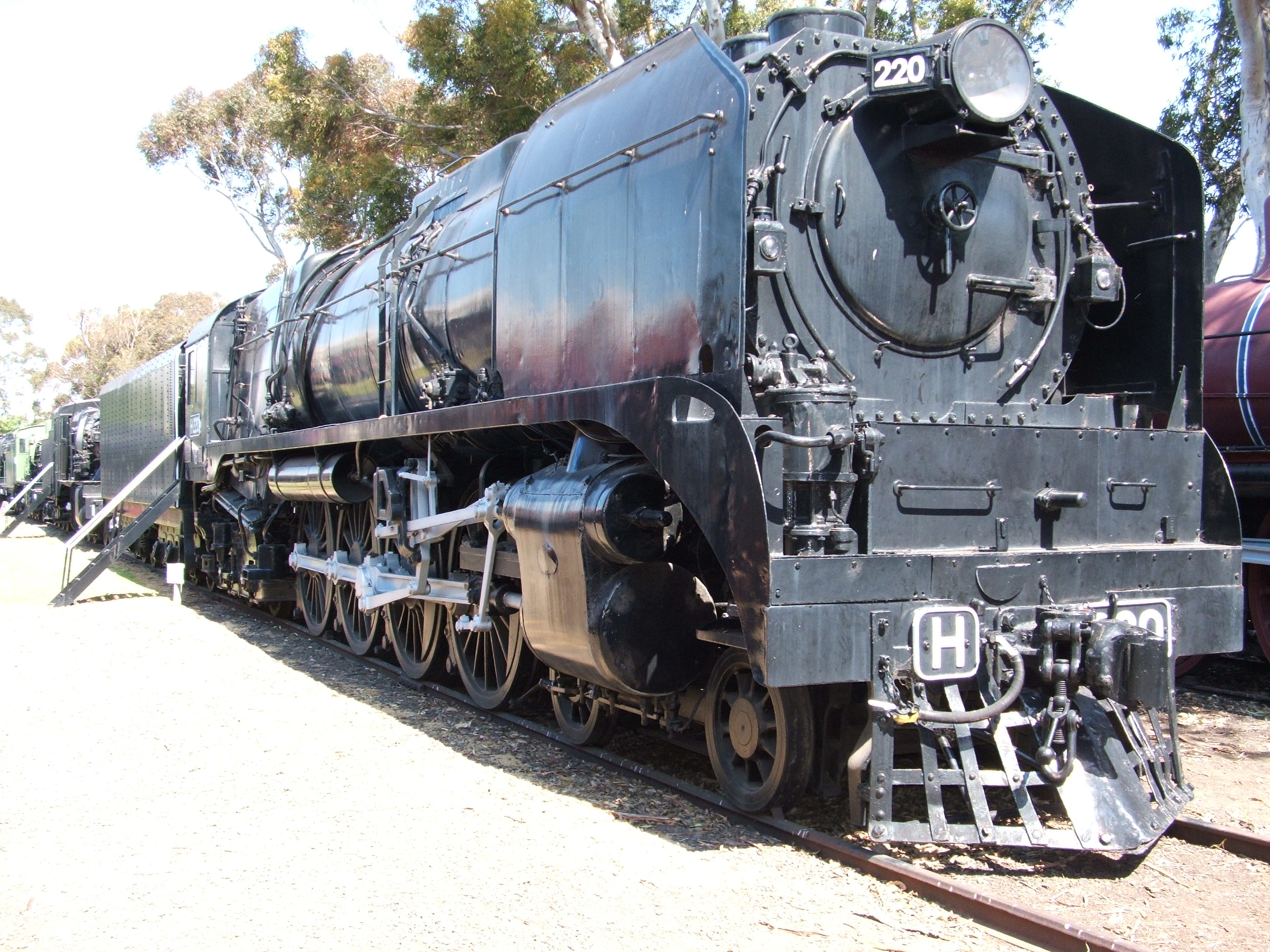
H220, en conservation statique au Newport Railway Museum

Le H220 a survécu plus ou moins intact jusqu'en 1960, lorsque l'Australian Railway Historical Society demande (avec succès) la création d'un musée ferroviaire.
En avril 2008, 50 ans après son retrait officiel du service, le H220 a été ajouté au registre du patrimoine victorien. Le président du Conseil du patrimoine, Chris Gallagher, souligne que le H220 représente le sommet de la technologie de la force motrice à vapeur à Victoria et ainsi mérite le plus haut niveau de protection du patrimoine de l'État. En octobre 2020, un nouveau toit, annoncé par la députée locale Melissa Horne en mai 2019, est construit au-dessus du H220 et des expositions voisines pour les protéger des intempéries.
On pense que le H220 est le seul exemple existant d'un 4-8-4 à trois cylindres.